# St.-Marien-Kirche (Sörup)

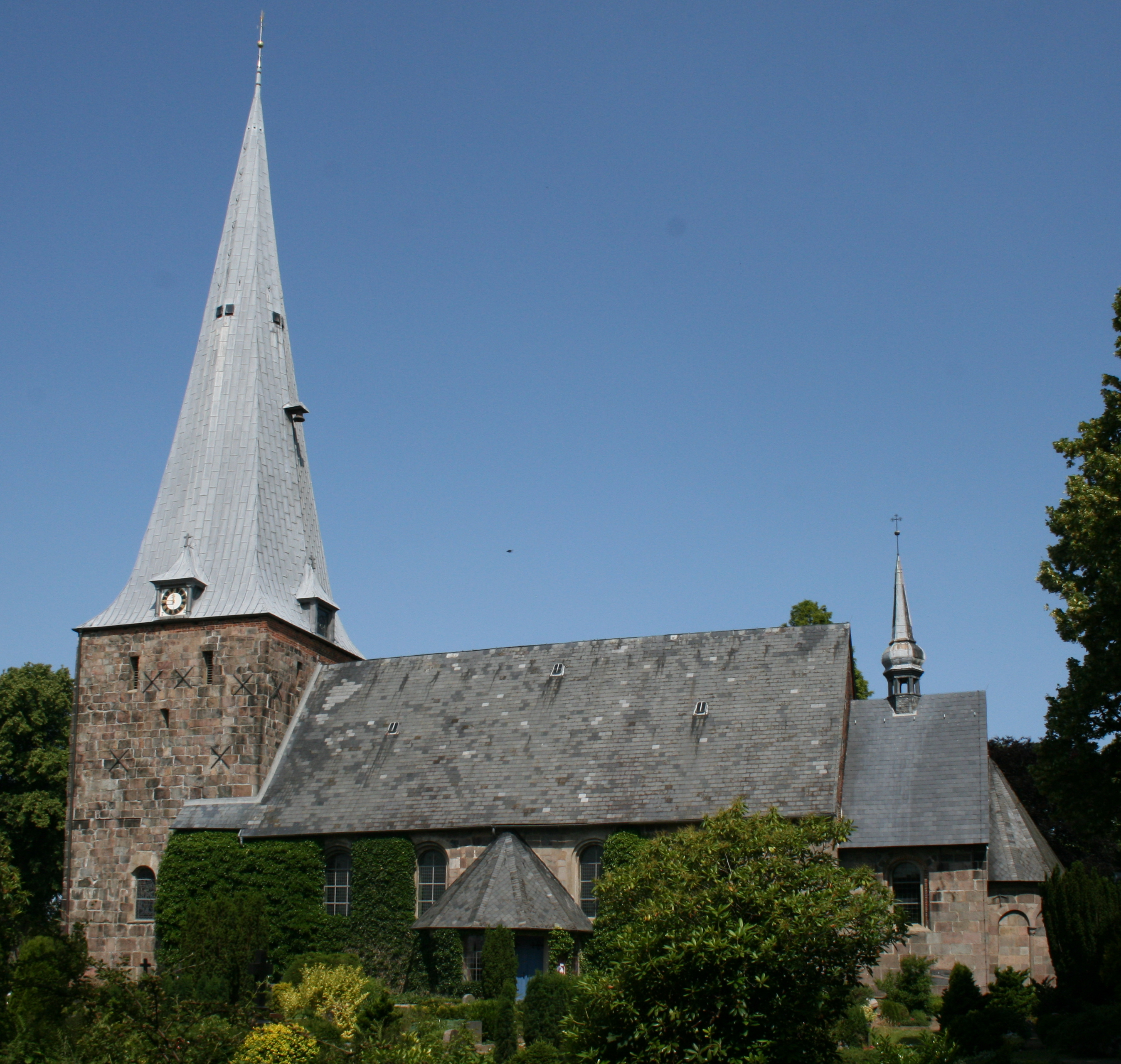
Die St.-Marien-Kirche in Sörup (von Süden)

Die St.-Marien-Kirche in Sörup in der Gemeinde Sörup (in Angeln) im Kreis Schleswig-Flensburg in Schleswig-Holstein gilt als eine der bedeutendsten Kirchen in Schleswig und war Vorbild für zahlreiche andere Kirchenbauten in Angeln. Sie ist das älteste Gebäude in Sörup und befindet sich in der Ortsmitte umgeben von dem Kirchanger.
St.-Marien-Kirche gehört zur Kirchengemeinde Nieharde im Kirchenkreis Schleswig-Flensburg der Evangelisch-Lutherischen Kirche in Norddeutschland.

## Geschichte

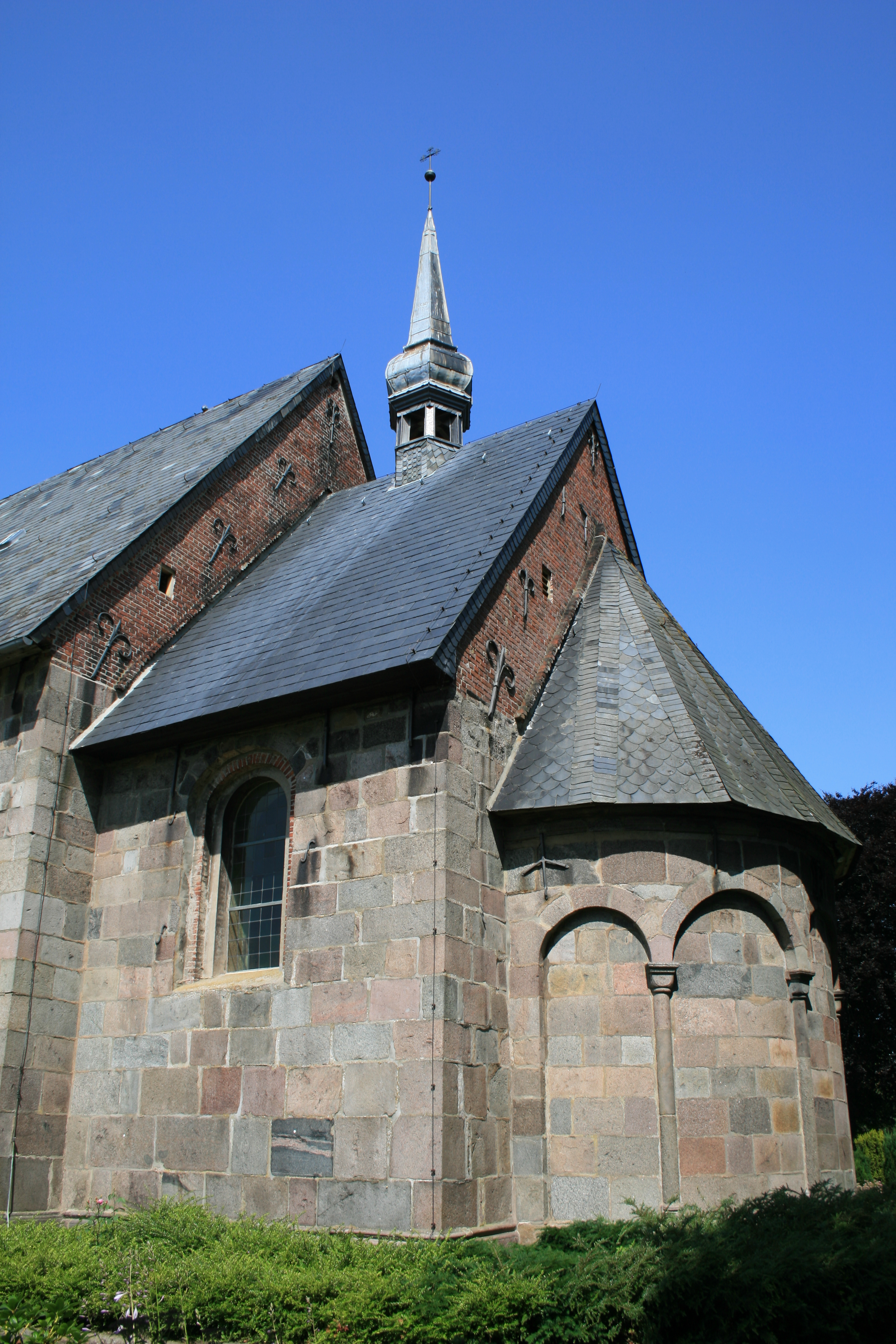
Die Apsis der St.-Marien-Kirche in Sörup (von Osten)

Die St.-Marien-Kirche in Sörup wurde am Ende des 12. Jahrhunderts erbaut (häufig wird auch das Jahr 1132 genannt). Der Bauherr der Kirche war höchstwahrscheinlich der dänische König, der als Herzog von Schleswig und Gutsherr in Sörup die Kirche als Patronatskirche errichten ließ – mutmaßlich von Handwerkern, die zuvor am Bau des Schleswiger Doms mitgewirkt haben. In einem ersten Bauabschnitt wurden die Apsis, der Chor und das Kirchenschiff errichtet. Das Kirchenschiff selbst wurde einige Jahre später im selben Stil erweitert.
Der Turm wurde um 1500 errichtet, wobei das ursprüngliche westliche Portal an die westliche Turmwand versetzt wurde. Die Turmhaube wurde um 1600 ergänzt. 1710 wurde der Dachreiter auf dem Chor ergänzt. Um 1830 wurde der Anbau (am Eingang) auf der Südseite errichtet. Die Kirche besaß ursprünglich kleine Fenster, die auf der Nordseite in ihrem ursprünglichen Zustand erhalten sind. Auf der Südseite wurden die Fenster im 18. Jahrhundert auf die heutige Größe erweitert. Ob diese Bauform auf die Funktion einer Wehrkirche hinweist, ist umstritten.

## Gebäude
Die einschiffige Saalkirche von ca. 40 m Länge und ca. 15 m Breite wurde nahezu vollständig aus Granitquadern (behauenen Feldsteinen) errichtet – lediglich unterhalb der Turmhaube sowie in den östlichen Dachfirsten des Kirchenschiffes und des Chores wurde roter Backstein verwendet.
An das Kirchenschiff schließt sich nach Westen der Turm, der zu ca. einem Drittel in das Kirchenschiff hineingebaut wurde, sowie nach Osten ein Chor sowie die halbrunde Apsis an. Auf der südlichen Seite des Kirchenschiffes befindet sich ein Anbau, der als Eingang dient.
Das Kirchenschiff, der Chor und die Apsis wurden im romanischen Stil errichtet, während der später errichtete Turm gotische Stilelemente aufweist. Auf der Nordseite weist das Kirchenschiff drei kleine, recht weit oben angeordnete Fenster auf, auf der Südseite hat das Kirchenschiff vier große Fenster. Der Chor hat auf jeder Seite ein Fenster; die Apsis selbst ist fensterlos und ist durch ein Relief, das fünf von Säulen getragene Rundbögen zeigt, verziert.
Die Kirche hat einen, das Dach des Kirchenschiffes überragenden, 57 Meter hohen Turm. Dieser hat einen quadratischen Grundriss und wird durch eine spitze, mit Blei gedeckte Turmhaube abgeschlossen. Kirchenschiff und Chor sind durch ein zweiteiliges Satteldach gedeckt, die Apsis weist ein in sieben Segmente gegliedertes Dach auf. Der Chor wird von einem Dachreiter gekrönt.
Auf der Nordseite und in der Westseite des Turmes befinden sich Portale. Das Portal im Turm wird von zwei Säulen flankiert. Im Tympanon über der Tür befindet sich ein Relief, das Christus bei der Übergabe des Schlüssels zum Himmelreich an Petrus und des Evangeliums (dargestellt als Schriftrolle) an Paulus zeigt. Das Portal auf der Nordseite wird von je zwei runden und einer quadratischen Säule flankiert. Im Tympanon befindet sich ebenfalls, jedoch sehr viel schlichter und grober gestaltet als im Westportal, ein Relief, das Christus bei der Übergabe des Schlüssels zum Himmelreich an Petrus und des Evangeliums an Paulus zeigt. Am Fuß der rechten Säule befindet sich das Relief eines Gesichtes und ein Relief, das eventuell Samson mit dem Löwen (Ri 14,6 ) zeigt.

Portale
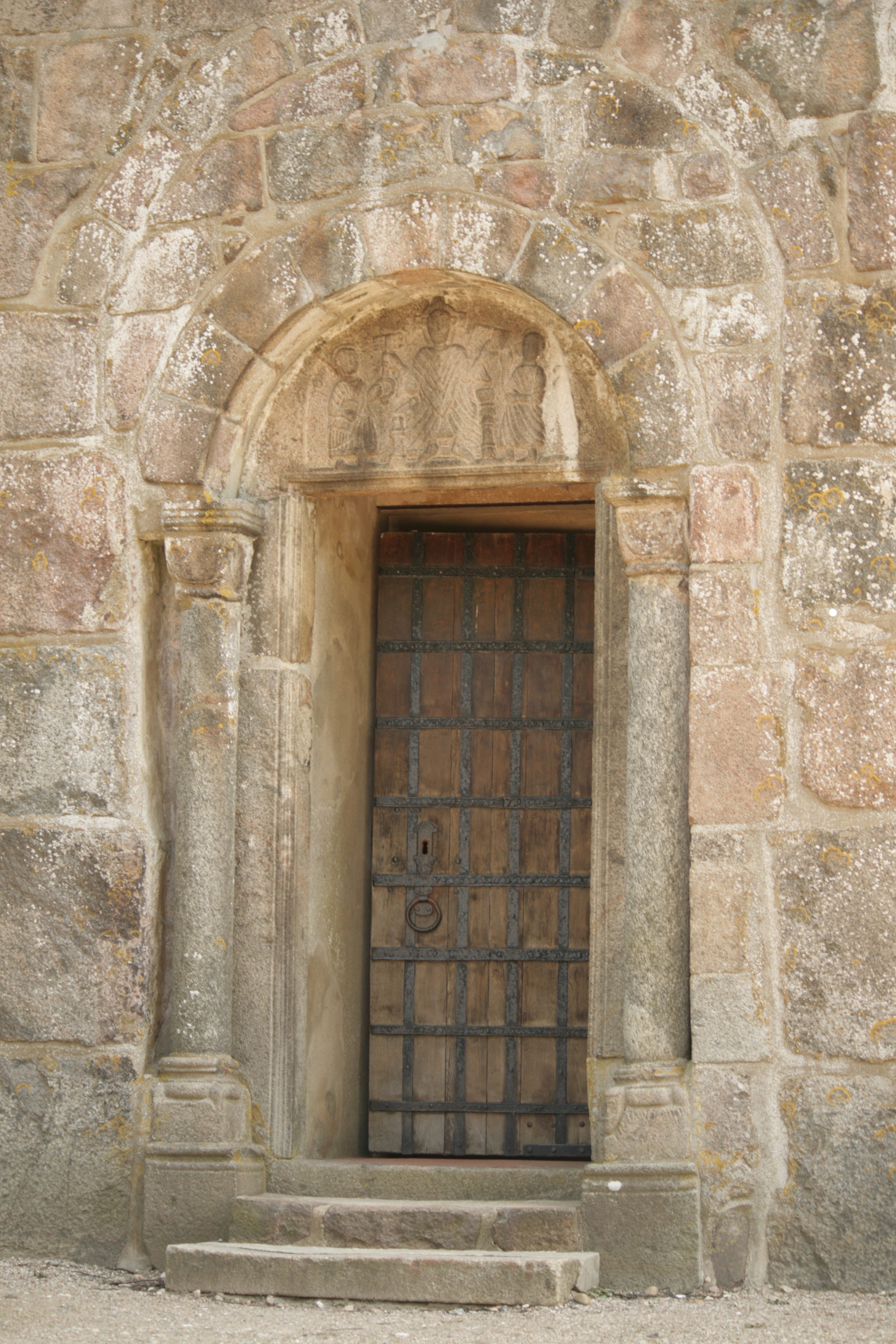
Westportal
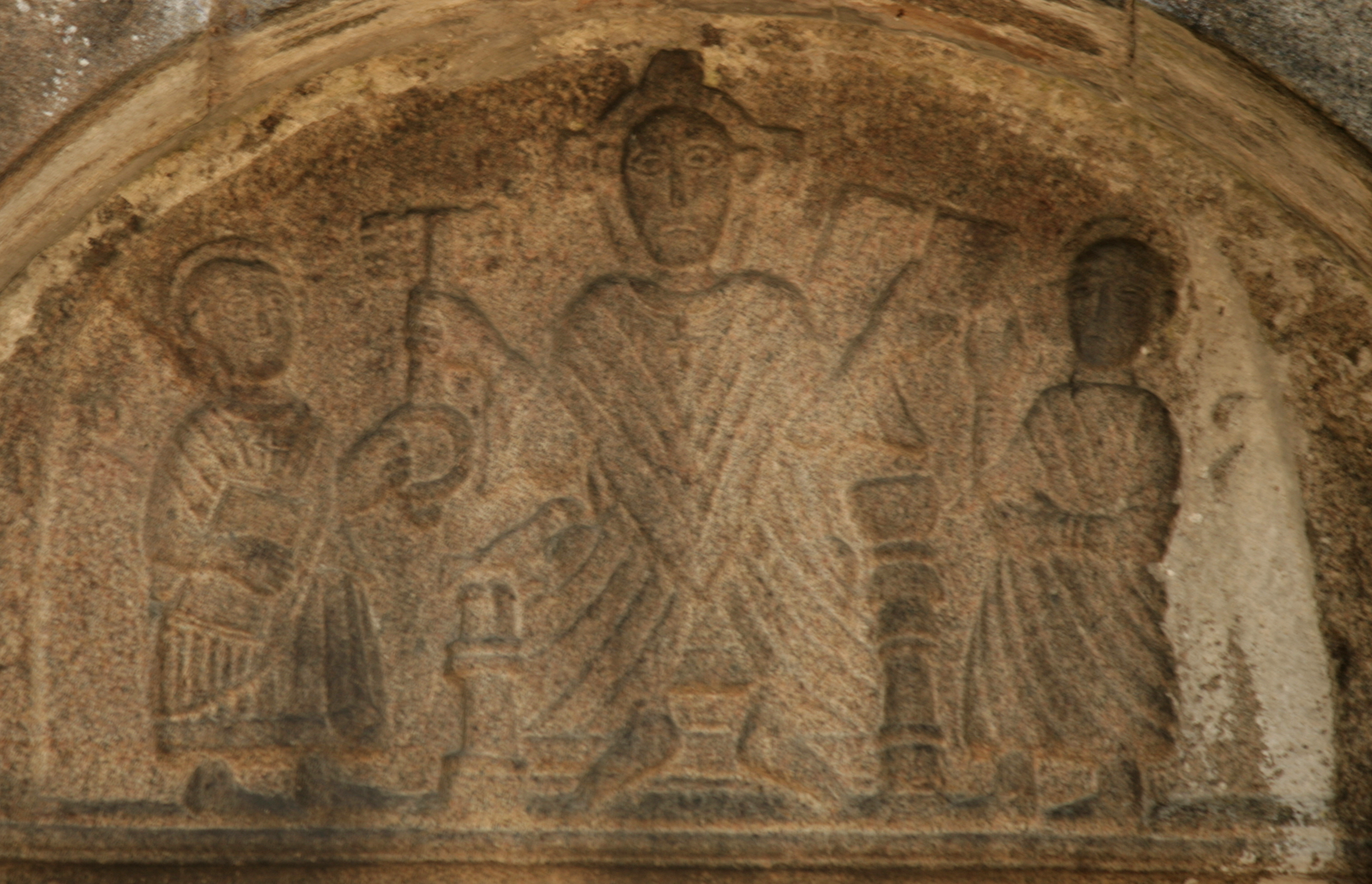
Tympanon des Westportals
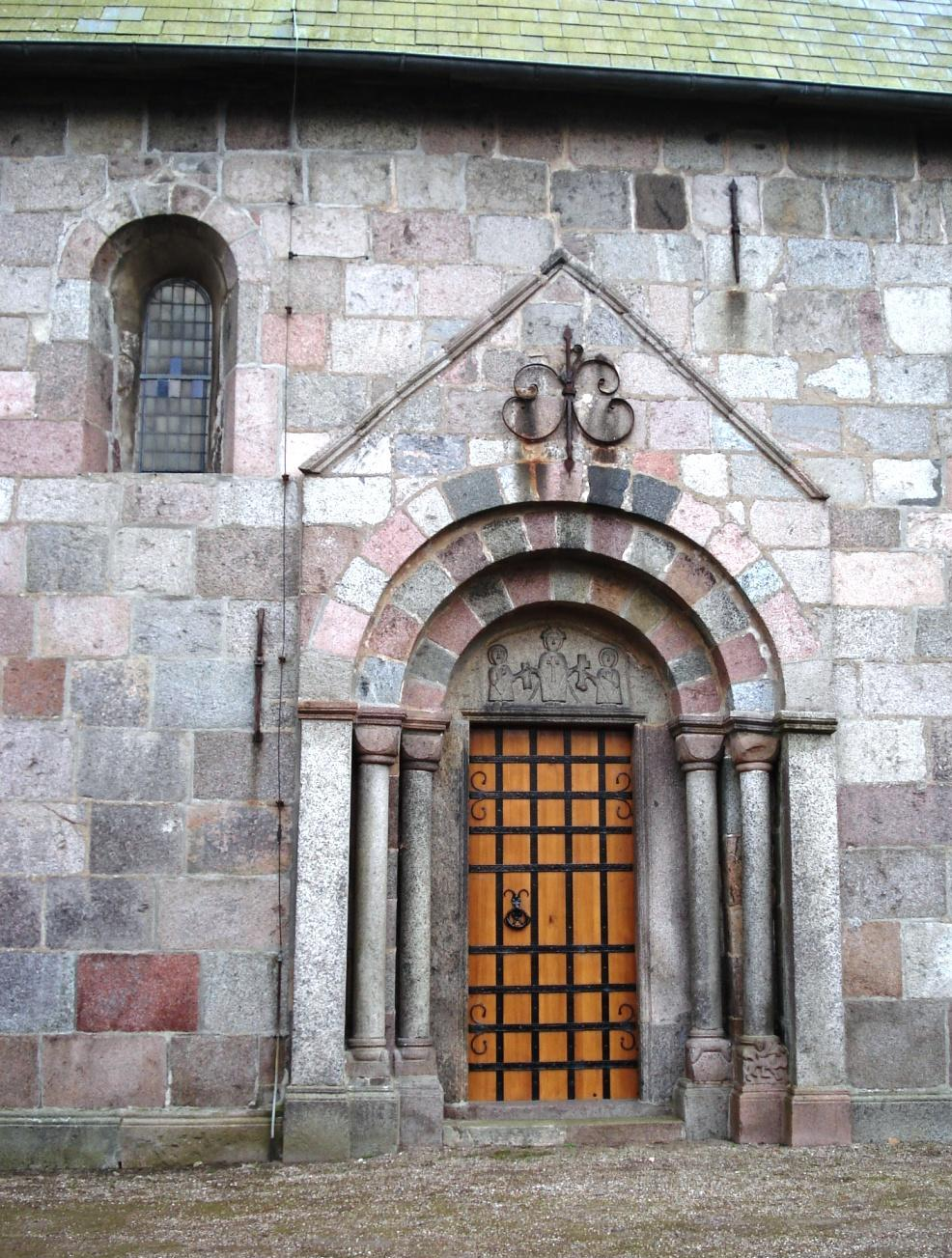
Ansicht des Nord-Portals
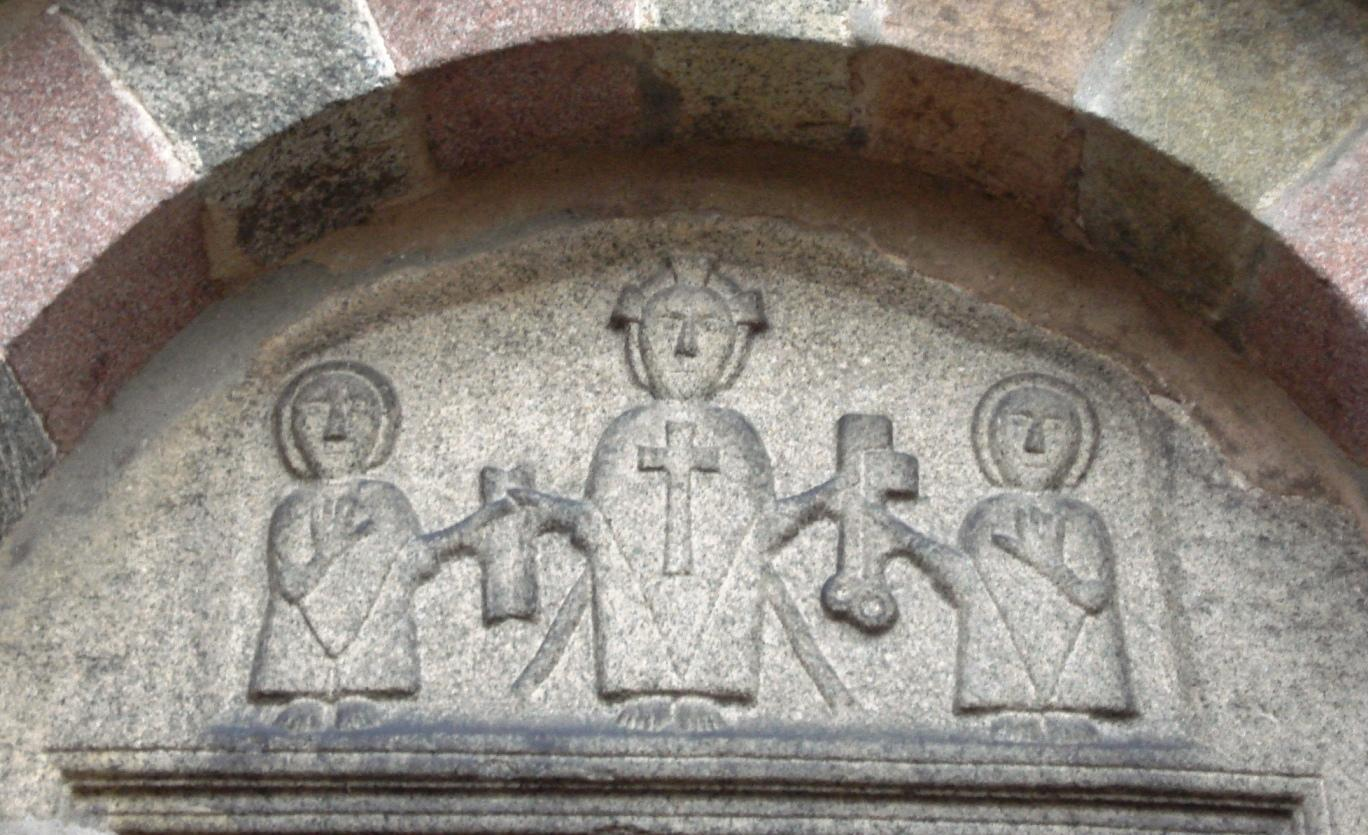
Tympanon des Nordportals
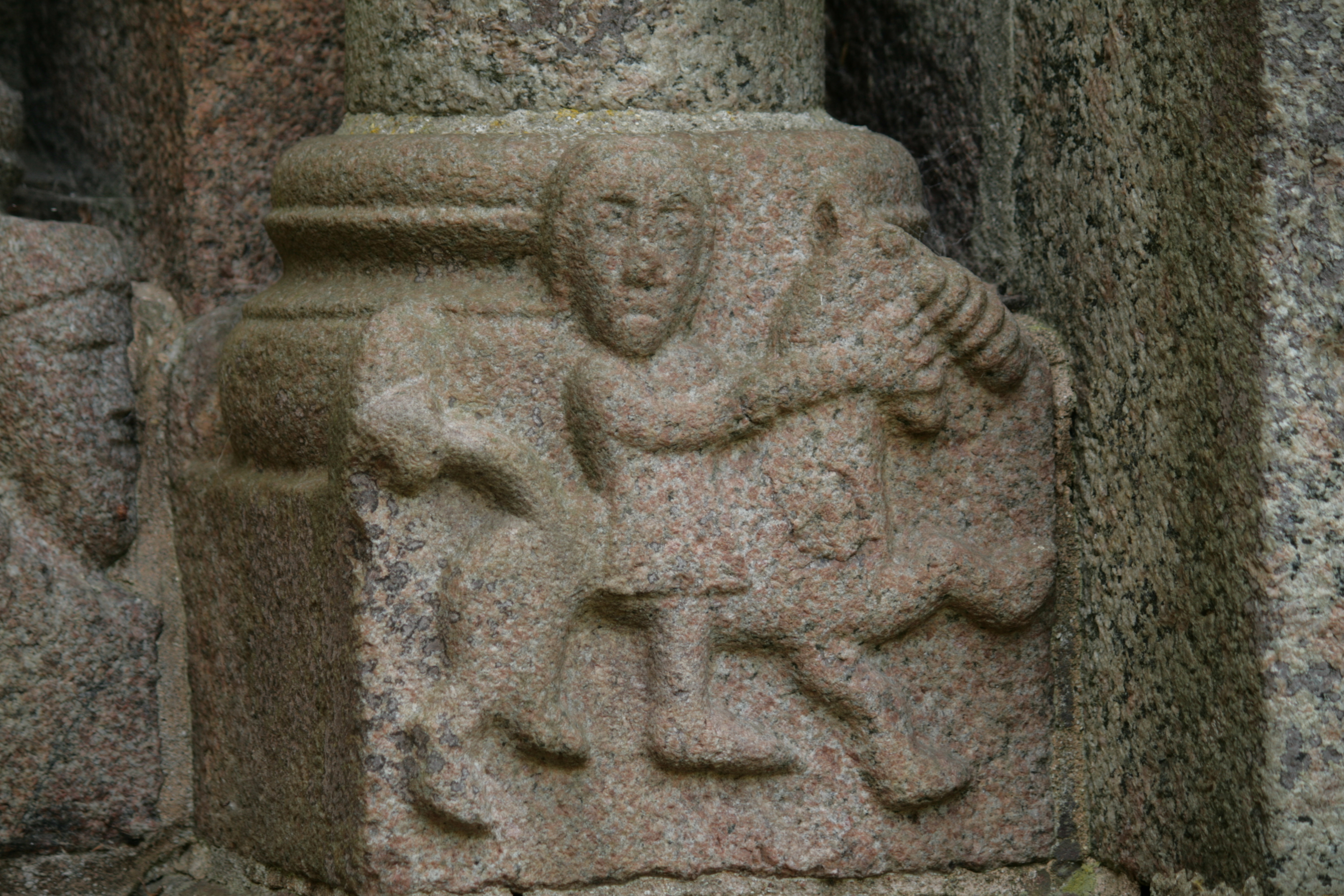
Samson mit dem Löwen am Nord-Portal
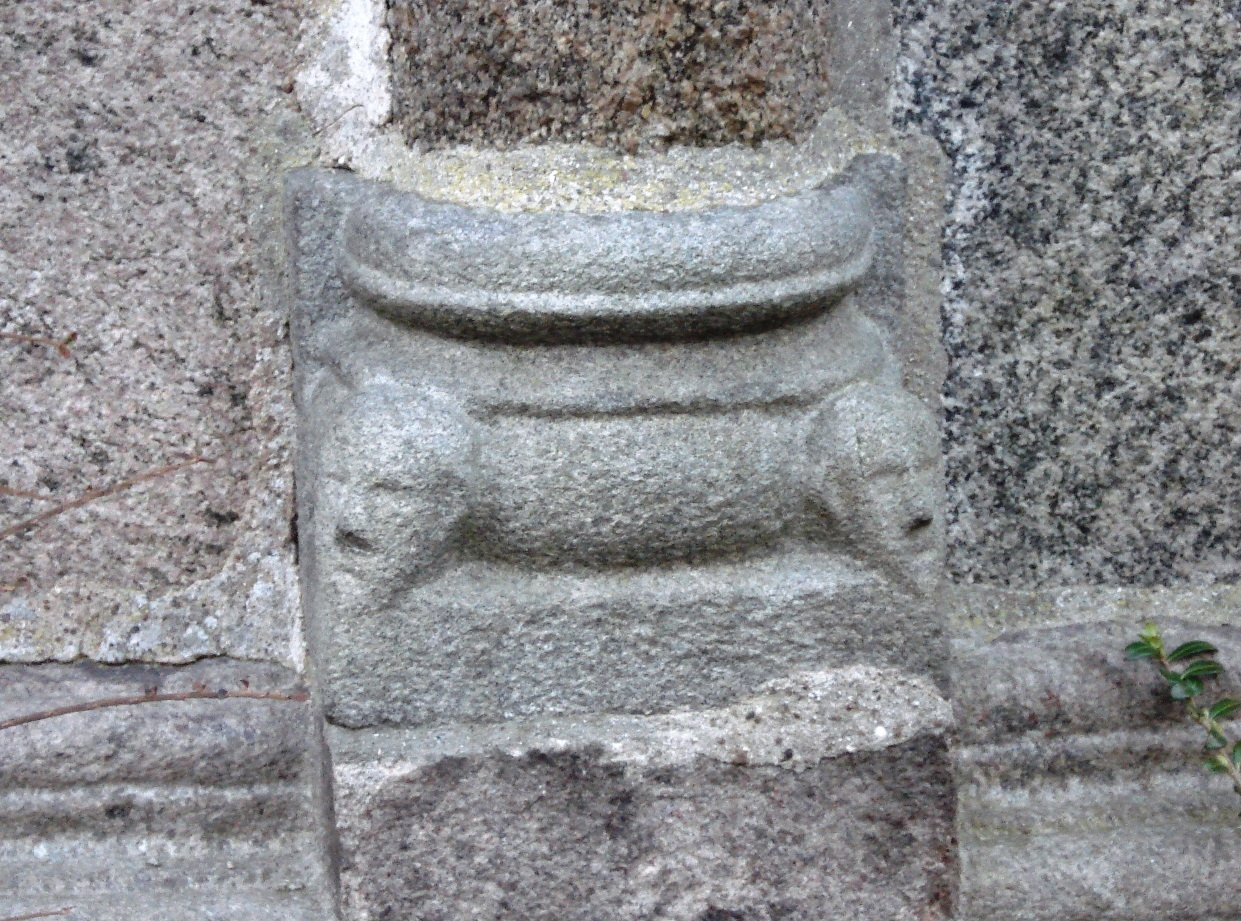
Detail der Basis eines Säulenreliefs

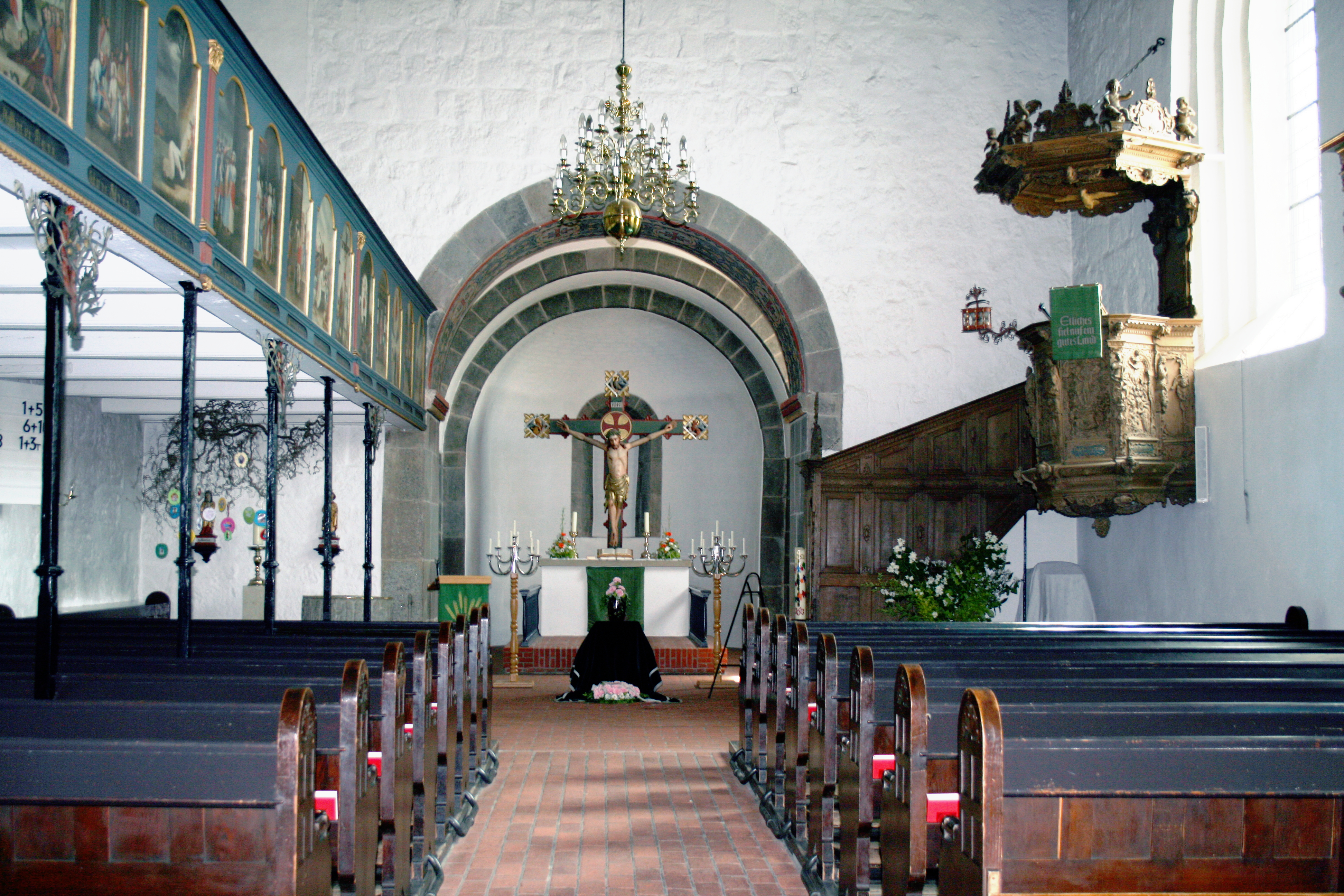
Innenraum der St. Marienkirche Sörup (Schleswig-Holstein)

## Ausstattung
Die St.-Marien-Kirche besitzt eine reiche Ausstattung. Das romanische Taufbecken aus gotländischem Kalkstein wurde um 1200 hergestellt. Als sein Schöpfer wird ein auf Gotland tätiger Steinmetz Calcarius genannt, der auch den Taufstein in der Kirche in Eckernförde-Borby schuf. Die Kuppa zeigt in Reliefs Szenen aus dem Leben Jesu: die Heiligen Drei Könige zu Pferd und anbetend vor dem Jesuskind, den Kindermord in Betlehem und König Herodes, sowie Jesu Gefangennahme im Garten Getsemane und seine Kreuzigung. Der Sockel zeigt als Eckfiguren die Apostel Petrus und Paulus als Fundamente der christlichen Kirche sowie zwei Untiere als Symbole für den in der Taufe überwundenen Teufel. Weitere symbolische Tiere, darunter ein Pelikan mit Kelch und ein Drache, befinden sich in den Zwischenfeldern.

Taufstein und Weihwasserbecken
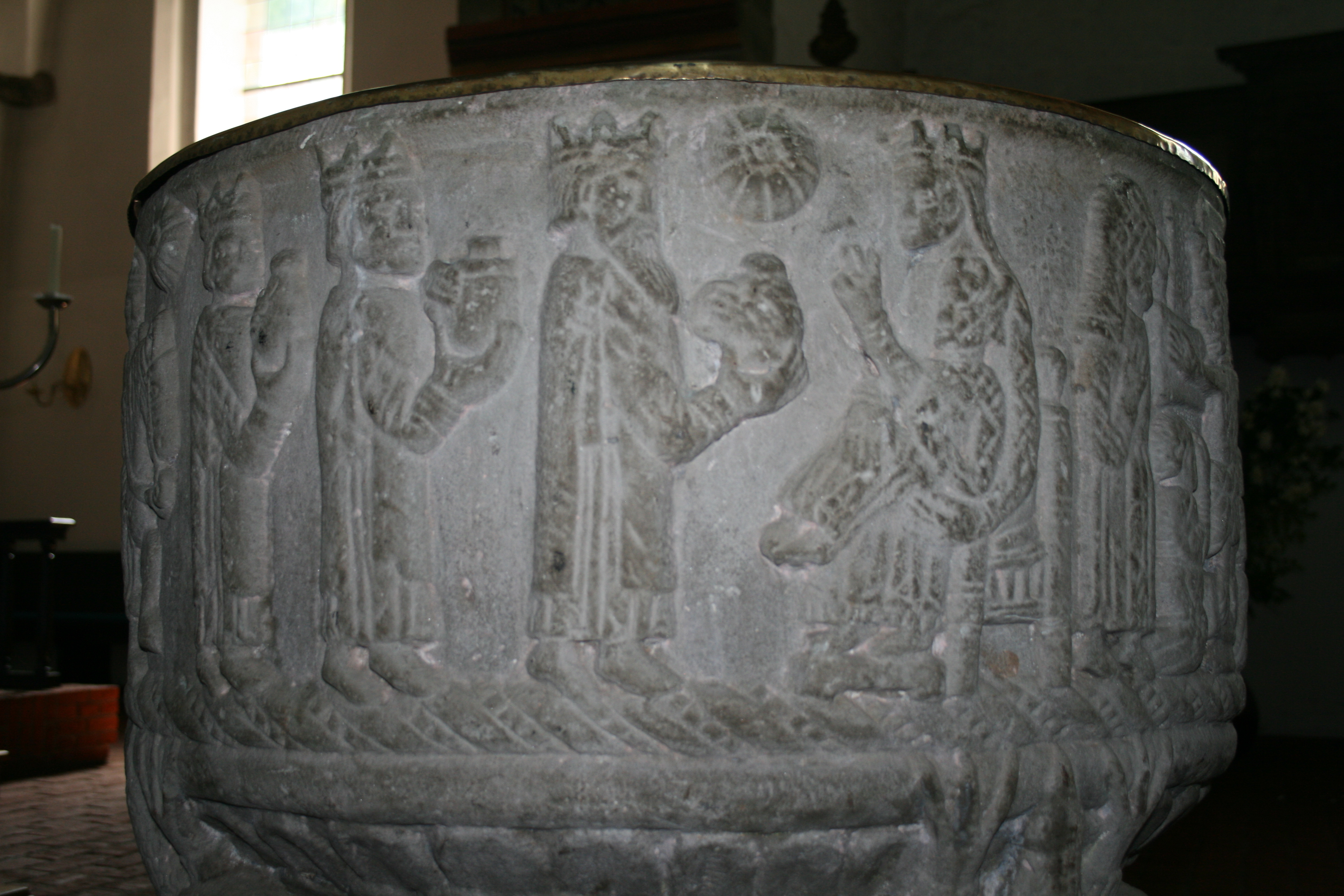
Anbetung des Jesuskindes durch die Heiligen Drei Könige
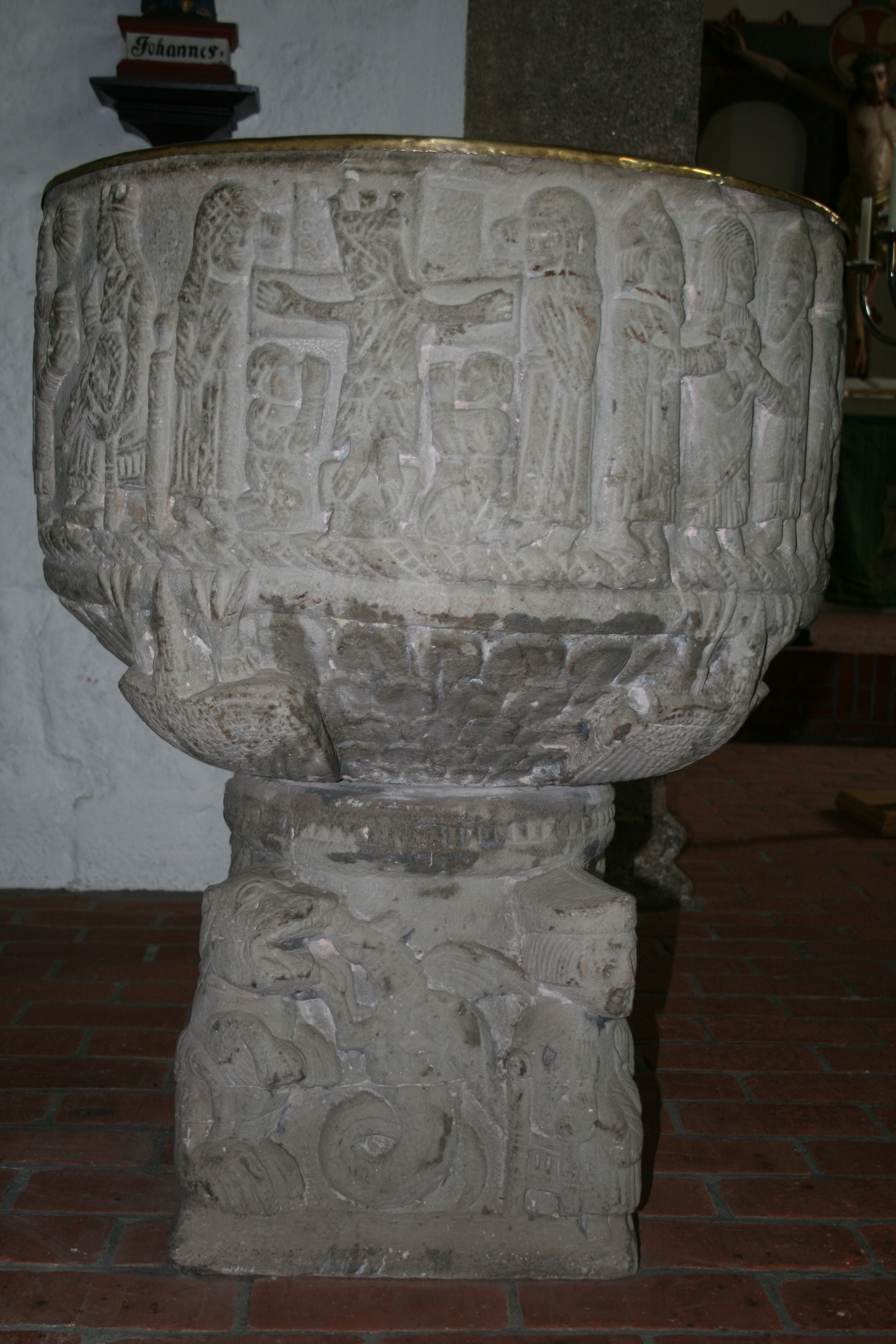
Kreuzigung auf der Kuppa und Drachen auf dem Sockel
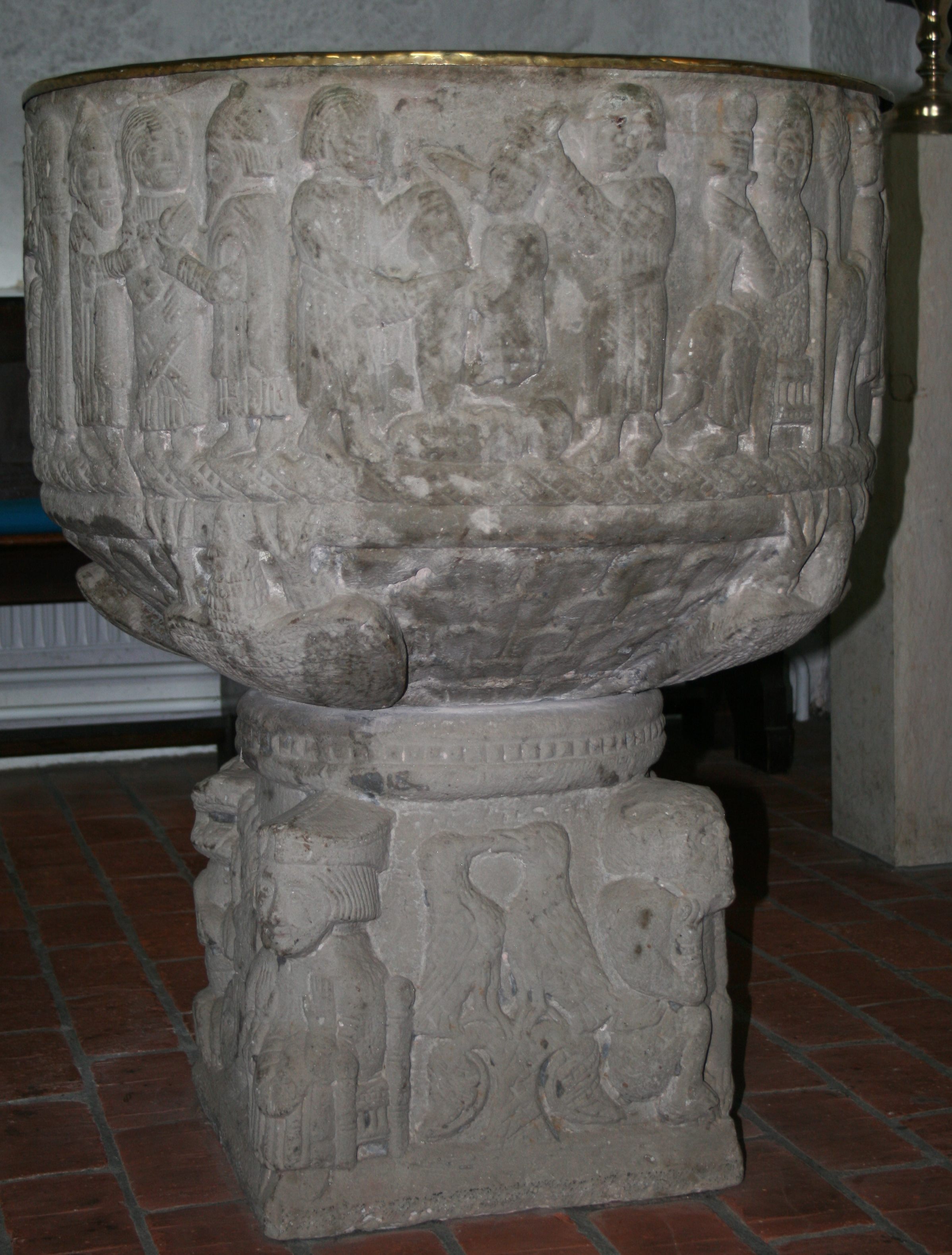
Kindermord in Bethlehem
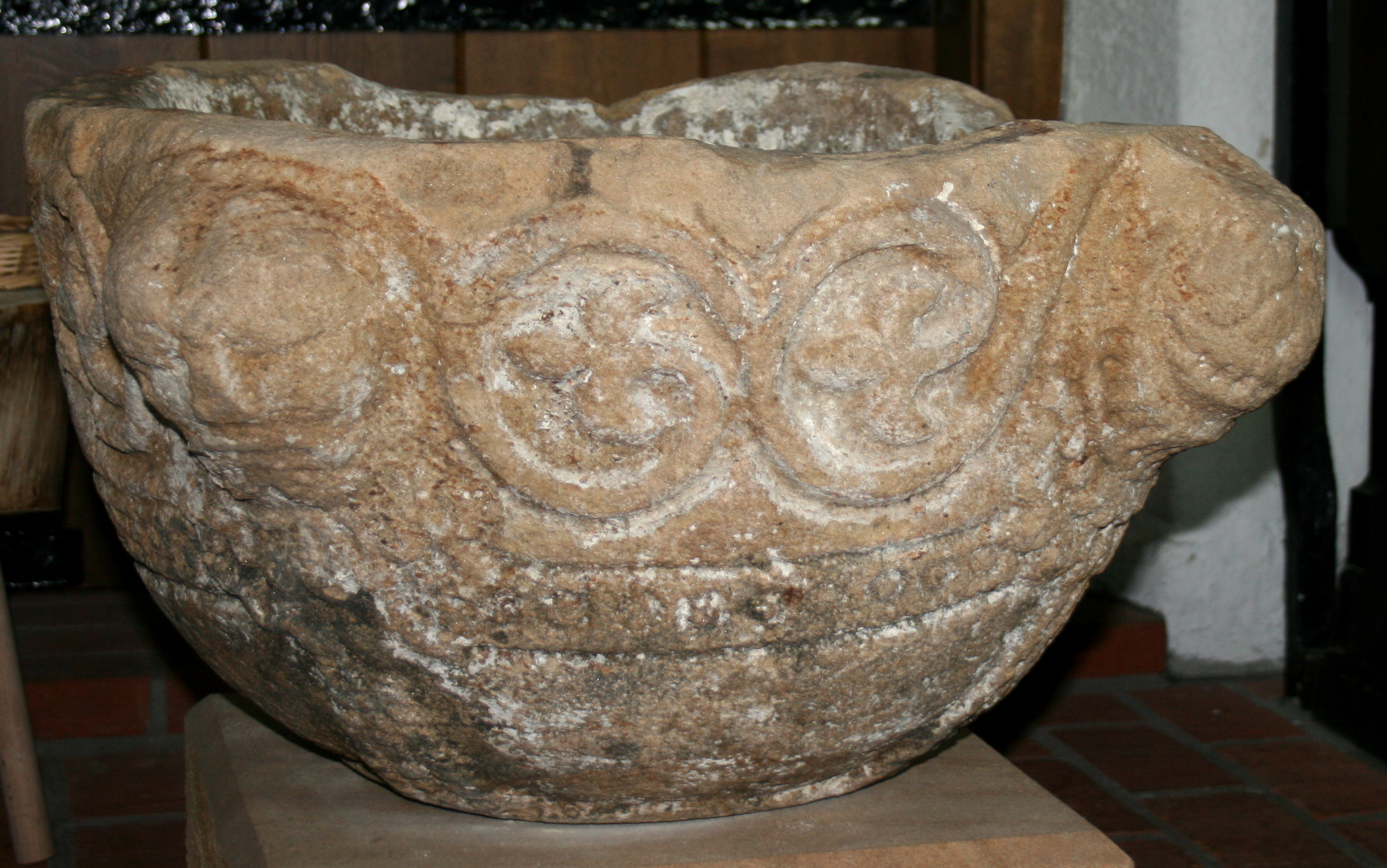
Weihwasserbecken

Ebenfalls aus dem 13. Jahrhundert stammt ein Weihwasserbecken. Das Triumphkreuz im Altarraum wird auf das 14. Jahrhundert datiert. Zwei Figuren, Maria und Johannes, sind heute neben dem Taufbecken angebracht.
Das von Wulf Jürgen von Ahlefeldt 1603 gestiftete Renaissanceretabel befand sich lange im Museum in Flensburg und kehrte nach der Restaurierung am 15. Januar 2006 wieder in die Kirche zurück. Es hängt im Kirchenschiff an der Südwand.
Die barocke Kanzel stammt von 1663 und wird dem Eckernförder Bildschnitzer Hans Gudewerth dem Jüngeren zugeschrieben. Der Korb zeigt zwischen Hermen bildliche Darstellungen des Glaubensbekenntnisses (Sündenfall, Kreuzigung Jesu, Auferstehung, Pfingsten). An der Kanzelbrüstung befindet sich eine Sanduhr, mit deren Hilfe Pastor und Gemeinde die noch verbleibende Predigtzeit im Auge behalten konnten.
Die Orgel baute 1981 Hinrich Paschen.

## Empore

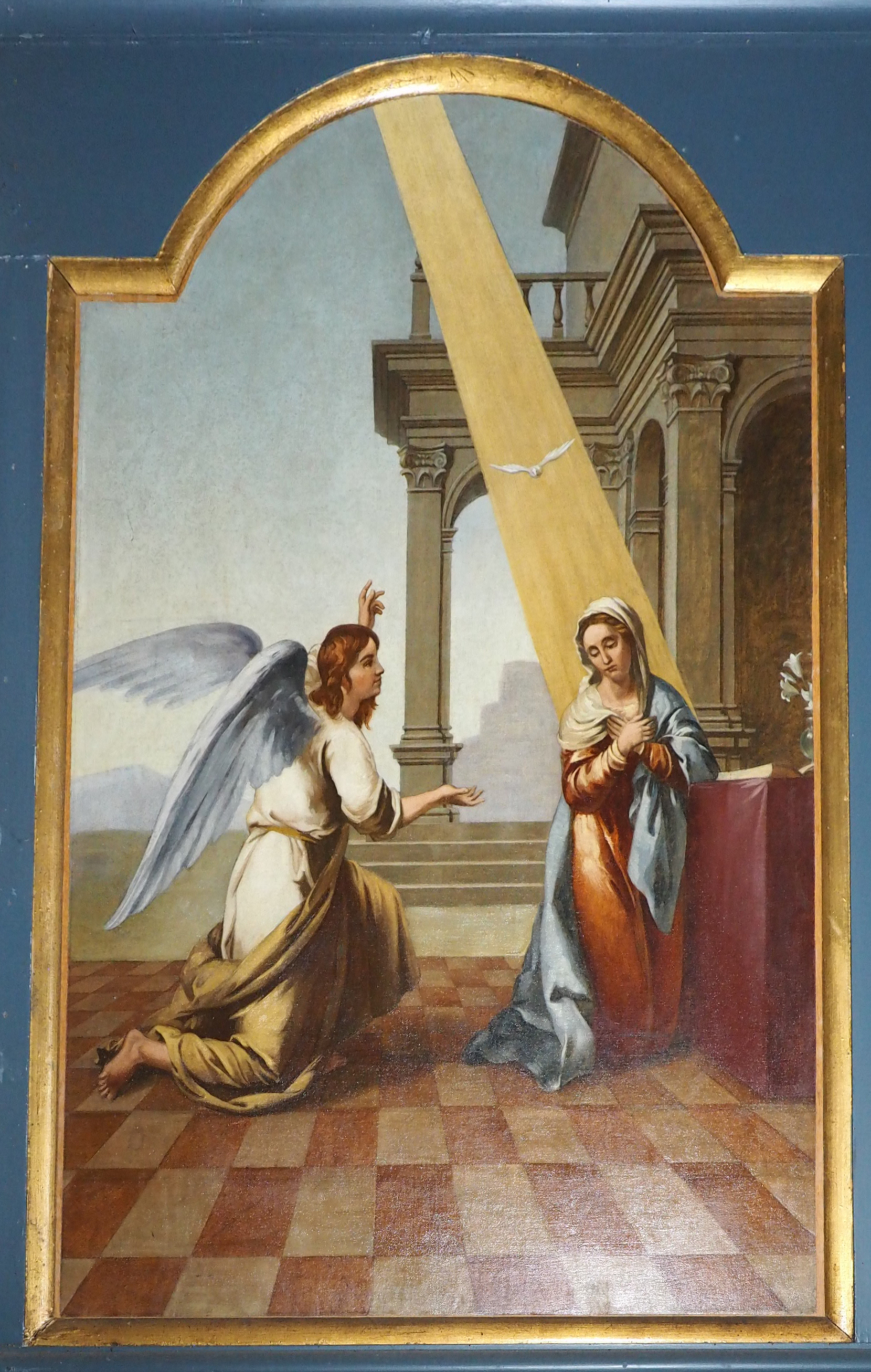
Emporenmalerei: Die Ankündigung der Geburt

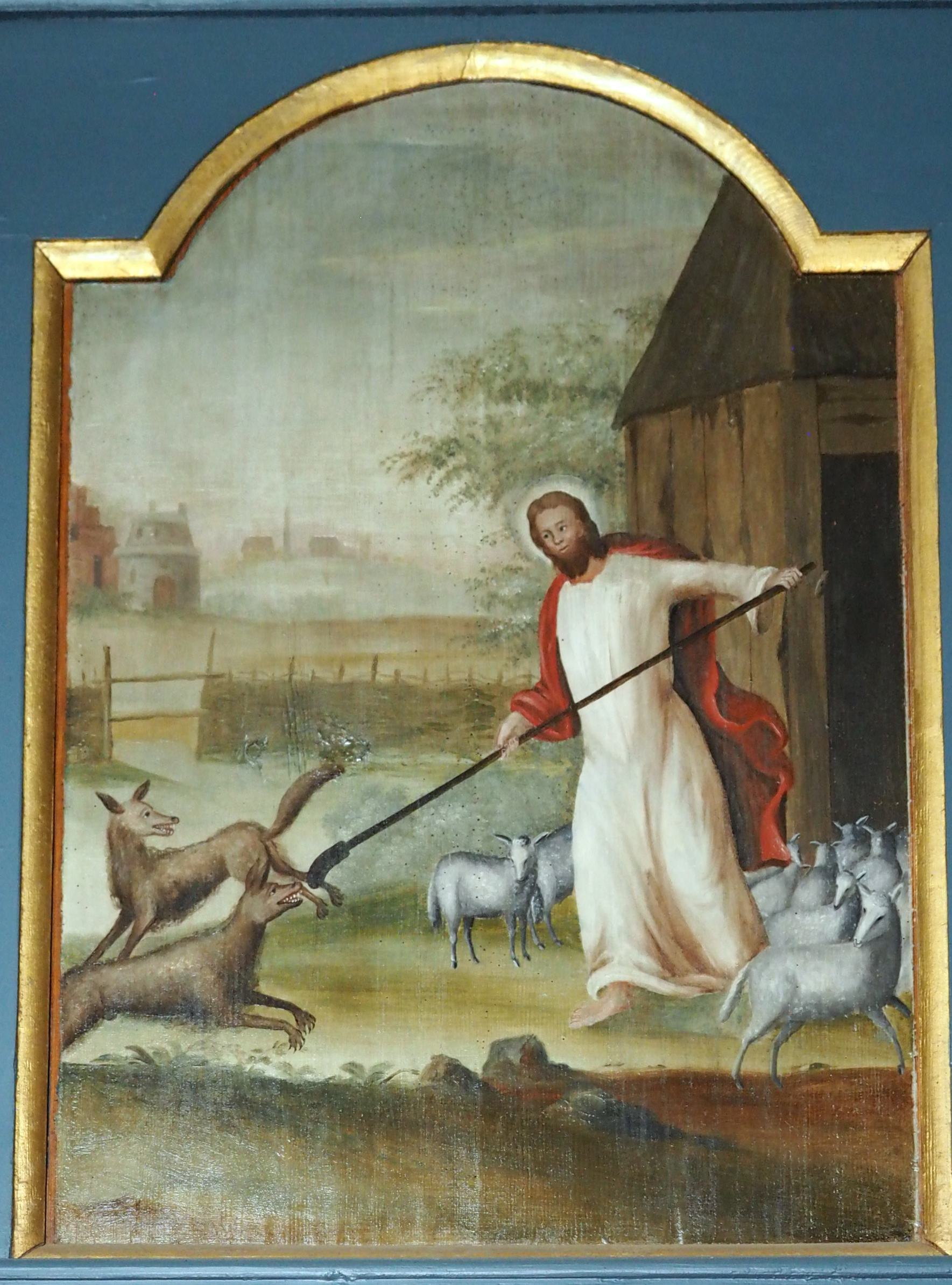
Emporenmalerei: Der gute Hirte

Die Empore mit 31 Tafeln mit Szenen aus dem Neuen Testament stammt von 1768. Einige der Bilder wurden jedoch erst 1909 hinzugefügt als die Empore verlängert wurde. Unter den Tafeln befinden sich jeweils Angaben zu zwei verschiedenen Bibelstellen. Die Emporenbilder wurden im Jahr 2012 restauriert. 
1. Der Engel bei Maria. (Bildunterschrift: Luc.1.V.31.   Gal.2.V.20. Lk 1,31).
2. Maria bei Elisabeth  (Bildunterschrift:  Luc.1.V.41   Jer.32.V27).
3. Zacharias  (Bildunterschrift: Luc.1.V.63   Joh.1.V.6-8).
4. Der Engel bei den Hirten (Bildunterschrift:  Luc.2.V.10.   Jes.9.V.5).
5. Die Geburt im Stall (Bildunterschrift: Luc. 2.V.16   Ps.96.V.3).
6. Die Weisen aus dem Morgenland (Bildunterschrift: Matth.2.V.11.   Röm.12.V.1).
7. Die Beschneidung Jesu (Bildunterschrift:  Luc.2.V.21.  Ap.G.4.V.12).
8. Die Flucht nach Ägypten (Bildunterschrift:  Matth.2.V.13.   Jac.4.V.8) Ähnlich zu dem Bild an der Empore in Großsolt.
9. Simeon (Bildunterschrift: Luc.2.V.28.   Luc.11.V.23). Ähnlich zu den Bildern an den Emporen in Eggebek und Medelby.
10. der zwölfjährige Jesus im Tempel (Bildunterschrift: Luc.2.V.48.  Joh.4.V.34). Ähnlich zu dem Bild an der Empore in Kirche Ermstedt
11. Jesu Taufe (Bildunterschrift: Matth.3.V.16.   Matth.28.V.19). Ähnlich zu den Bildern an den Emporen in Eggebek, Medelby, Großsolt und Husby.
12. Jesu Versuchung (Bildunterschrift: Matth.1.V.1 11.   Ebr.2.V.17). Ähnlich zu den Bildern an den Emporen in Eggebek, Großsolt und Husby.
13. Die Frage des Täufers (Bildunterschrift: Matth.11.V.5.  Ap.G.10.V.38).
14. Jesus ist der gute Hirte (Bildunterschrift: Joh.10.V.12-27. Ps.23). Ähnlich zu den Bildern an den Emporen in Großsolt und Mögeltondern.
15. Die Heilung des Gelähmten (Bildunterschrift: Matth.9.V.2.   Jes.45.V.23).
16. Der verlorene Sohn (Bildunterschrift: Luc.15.V.20.  Jer.31.V.20). Nach einer Vorlage von Matthäus Merian gemalt, allerdings spiegelverkehrt.
17. Die Verklärung (Bildunterschrift: Matth.17.V.2.   Joh.16.V.14). Nach einer Vorlage von Matthäus Merian gemalt, allerdings spiegelverkehrt.
18. Jesus nimmt die Kinder an. (Bildunterschrift: Marc.10.V.13.   Matth.18.V.3).
19. Der Einzug nach Jerusalem (Bildunterschrift: Matth.21.V.1.   Ps.40.V.8).
20. Die Fußwaschung (Bildunterschrift: Joh.13.V.5.  Phil.2.V.3).
21. Gethsemane (Bildunterschrift: Luc.22.V.43.   Ebr.5.V.7).
22. Jesu Gefangennahme (Bildunterschrift: Matth.26.V.14.47. Jes.29.V.13).
23. Jesus vor dem Hohen Rat (Bildunterschrift: Matth.26.V.55.75.  1Cor.10.V.12). Ähnlich zu dem Bild an der Empore in Eggebek.
24. Die Geißelung (Bildunterschrift: Matth.27.V.26.  Jes.43.V.24). Ähnlich zu dem Bild an der Empore in Eggebek.
25. Jesus trägt das Kreuz (Bildunterschrift: Joh.19.V.17.  Jes.53.V.4). Ähnlich zu dem Bild an der Empore in Medelby.
26. Die Kreuzigung (Bildunterschrift: Joh.19.V.18.  1Pet.2.V.24). Ähnlich zu dem Bild an der Empore in Eggebek.
27. Die Auferstehung (Bildunterschrift: Matth.28.V.2.   1Pet.1.V.3). Ähnlich zu den Bildern an den Emporen in Eggebek und Medelby.
28. Der ungläubige Thomas (Bildunterschrift: Joh.20.V.27.  Matth.12.V.20).
29. Himmelfahrt (Bildunterschrift: ApG.1.V.9.  Joh.14.V.3).
30. Pfingsten (Bildunterschrift: ApG.2.V.3.   Eph.1.V.13). Ähnlich zu dem Bild an der Empore in Ermstedt.
31. Das Damaskuserlebnis des Paulus (Bildunterschrift: ApG.9.V.4.  Gal.1.V.15).

## Glocken
Im Turm der Kirche hängt ein dreistimmiges Geläut, welches 1920 vom Bochumer Verein gegossen wurde. 1918 mussten die alten Bronzeglocken abgegeben werden. Da man sich nach dem 1. Weltkrieg keine neuen Bronzeglocken leisten konnte, entschied man sich für ein neues Geläut aus Stahl vom Bochumer Verein. Aufgrund des Materials wurden die Glocken im 2. Weltkrieg nicht beschlagnahmt.
| Nr. | Schlagton | Gießer                                        | Gussjahr |
| --- | --------- | --------------------------------------------- | -------- |
| 1   | e1        | Bochumer Verein für Gußstahlfabrikation (BVG) | 1920     |
| 2   | fis1      | Bochumer Verein für Gußstahlfabrikation (BVG) | 1920     |
| 3   | a1        | Bochumer Verein für Gußstahlfabrikation (BVG) | 1920     |

## Pastoren
Johann Holländer, Schwiegersohn Daniel Luthers, war von 1667 bis 1729, damit mit der längsten Amtszeit, Pastor in Sörup.

## Gemeinde
Am 1. Oktober 2021 fusionierte die Kirchengemeinde Sörup mit den Kirchengemeinden Esgrus, Quern-Neukirchen, Steinbergkirche, und Sterup zur Evangelisch-Lutherischen Kirchengemeinde Nieharde innerhalb des Kirchenkreises Schleswig-Flensburg.